# Tiroteo de El Hueco de 2023
El tiroteo de El Hueco fue un atentado ocurrido 25 de septiembre de 2023 durante un concierto del grupo de música chicha Marco Antonio y la Nueva Nota con presencia de aproximadamente 100 personas. El ataque dejó dos muertos y 20 heridos.

## Descripción
El ataque se desarrolló en horas de la madrugada del 25 de septiembre, en una losa deportiva denominada "El Hueco" dentro del distrito de Villa María del Triunfo, perteneciente a Lima metropolitana. El área realizaba un concierto del grupo Marco Antonio y la Nueva Nota con aproximadamente 100 personas en estado de hacinación, la municipalidad distrital expresó que desconocía el desarrollo de la actividad.
En plena festividad, tres motorizados se acercaron a los presentes e iniciaron un tiroteo masivo e indiscriminado contra todos, dispersándose para evitar que las víctimas escapen.

## Víctimas
Luego del ataque, los asesinos se retiraron en sus motos, se registró que una ambulante y una de las presentes del público fueron las víctimas mortales:

Vecinos socorren a los heridos, dos de ellos han fallecidos. Una de ellas es una ambulante y aparte la otra persona es Rosa González, cosmetóloga con dos hijos, fue con unas amistades a disfrutar del concierto.
Latina Noticias, 25 de septiembre de 2023.

Los heridos se contabilizaron alrededor de 20, muchos de ellos fueron trasladados al Hospital María Auxiliadora y otro a clínicas particulares.

## Motivos del ataque
Para la Policía Nacional del Perú el ataque tenía como objetivo afectar la imagen de la agrupación musical, debido a que éstos se negaran ser estafados mediante el cobro de cupo.